# 対島村
対島村（たじまむら）は静岡県の東部、賀茂郡・田方郡に属していた村。現在の伊東市南部にあたる。

## 地理
- 山：大室山、矢筈山、伊雄山
- 岬：城ヶ崎

## 歴史
- 1889年（明治22年）4月1日 - 町村制の施行により、八幡野村、池村、富戸村、赤沢村が合併して賀茂郡対島村が発足。
- 1896年（明治29年）4月1日 - 郡制の施行により、所属郡が田方郡に変更。
- 1955年（昭和30年）4月1日 - 宇佐美村とともに伊東市に編入[1]。同日対島村廃止。

## 交通

### 鉄道路線
現在は伊豆急行線富戸駅、城ヶ崎海岸駅、伊豆高原駅が所在するが、当時は未開業。